# Collegio elettorale di Roma IV (Regno d'Italia)
Il collegio elettorale di Roma IV è stato un collegio elettorale uninominale del Regno d'Italia per l'elezione della Camera dei deputati.
Il nome Roma IV fu utilizzato anche per il collegio elettorale di Frosinone tra il 1882 e il 1890.

## Storia
Il collegio uninominale venne istituito, insieme ad altri 14, tramite regio decreto 6 novembre 1870, n. 5985, aggiungendosi ai 443 collegi già creati nel 1861 e ai 50 aggiunti nel 1866.
Fu soppresso nel 1882 in seguito alla riforma che stabilì complessivamente 135 collegi elettorali.
Venne poi ricostituito come collegio uninominale tramite regio decreto 14 giugno 1891, n. 280, in seguito alla riforma che stabilì complessivamente 508 collegi elettorali.
Fu soppresso nel 1919 in seguito alla riforma che definì 54 collegi elettorali.
| Legislature           | VIII | IX   | X    | XI   | XII  | XIII | XIV  | XV   | XVI  | XVII | XVIII | XIX  | XX   | XXI  | XXII | XXIII | XXIV | XXV  | XXVI | XXVII | XXVIII | XXIX | XXX  |
| --------------------- | ---- | ---- | ---- | ---- | ---- | ---- | ---- | ---- | ---- | ---- | ----- | ---- | ---- | ---- | ---- | ----- | ---- | ---- | ---- | ----- | ------ | ---- | ---- |
| Elezioni              | 1861 | 1865 | 1867 | 1870 | 1874 | 1876 | 1880 | 1882 | 1886 | 1890 | 1892  | 1895 | 1897 | 1900 | 1904 | 1909  | 1913 | 1919 | 1921 | 1924  | 1929   | 1934 | 1939 |
| Deputati nel collegio |      |      |      | 1    | 1    | 1    | 1    |      |      |      | 1     | 1    | 1    | 1    | 1    | 1     | 1    |      |      |       |        |      |      |
|                       |      |      |      |      |      |      |      |      |      |      |       |      |      |      |      |       |      |      |      |       |        |      |      |
| Totale eletti         | 443  | 493  | 493  | 508  | 508  | 508  | 508  | 508  | 508  | 508  | 508   | 508  | 508  | 508  | 508  | 508   | 508  | 508  | 535  | 535   | 400    | 400  |      |
| Numero collegi        | 443  | 493  | 493  | 508  | 508  | 508  | 508  | 135  | 135  | 135  | 508   | 508  | 508  | 508  | 508  | 508   | 508  | 54   | 40   | 15    | 1      | 1    |      |

## Eletti
| Elezione                  | Elezione          | Deputato                     | Partito          |
| ------------------------- | ----------------- | ---------------------------- | ---------------- |
|                           | 1870              | Emanuele Ruspoli             | Destra storica   |
| 1871                      | Augusto Ruspoli   |                              | Destra storica   |
| 1874                      | Augusto Ruspoli   |                              | Destra storica   |
|                           | 1876              | Ercole Ranzi                 | Sinistra storica |
| 1880                      | Augusto Lorenzini |                              | Sinistra storica |
| 1881                      | Augusto Lorenzini |                              | Sinistra storica |
| (1882–1892) Plurinominale |                   |                              |                  |
|                           | 1892              | Pietro Antonelli             | Sinistra storica |
| 1894                      | Ercole Ranzi      |                              | Sinistra storica |
| 1895                      | Francesco Crispi  |                              | Sinistra storica |
|                           | 1895              | Giuseppe De Felice Giuffrida | Socialista       |
| 1896                      |                   | Giuseppe De Felice Giuffrida | Socialista       |
|                           | 1896              | Federico Zuccari             | Repubblicano     |
|                           | 1897              | Leopoldo Torlonia            | Destra storica   |
| 1900                      |                   | Leopoldo Torlonia            | Destra storica   |
| 1904                      |                   | Leopoldo Torlonia            | Destra storica   |
|                           | 1909              | Leone Caetani                | Sinistra storica |
|                           | 1913              | Luigi Medici del Vascello    | Nazionalista     |

## Dati elettorali
Nel collegio si svolsero elezioni per undici legislature.

### XI legislatura
Le votazioni si svolsero in 508 collegi uninominali a doppio turno con la normativa del 1860 (al primo turno un numero di voti maggiore di un terzo degli iscritti al voto).
| Partito                            | Partito                            | Candidato                          | Primo turno 20 novembre 1870 | Primo turno 20 novembre 1870 | Ballottaggio 27 novembre 1870 | Ballottaggio 27 novembre 1870 |
| Partito                            | Partito                            | Candidato                          | Voti                         | %                            | Voti                          | %                             |
| ---------------------------------- | ---------------------------------- | ---------------------------------- | ---------------------------- | ---------------------------- | ----------------------------- | ----------------------------- |
|                                    | Destra storica                     | Emanuele Ruspoli                   | 504                          | 96,92                        | 430                           | 87,22                         |
|                                    | Sinistra storica                   | Mattia Montecchi                   | 16                           | 3,08                         | 63                            | 12,78                         |
|                                    |                                    |                                    |                              |                              |                               |                               |
| Iscritti                           | Iscritti                           | Iscritti                           | 1 556                        | 100,00                       | 1 556                         | 100,00                        |
| ↳ Votanti (% su iscritti)          | ↳ Votanti (% su iscritti)          | ↳ Votanti (% su iscritti)          | 618                          | 39,72                        | 499                           | 32,07                         |
| ↳ Voti validi (% su votanti)       | ↳ Voti validi (% su votanti)       | ↳ Voti validi (% su votanti)       | 520                          | 84,14                        | 493                           | 98,80                         |
| ↳ Schede non valide (% su votanti) | ↳ Schede non valide (% su votanti) | ↳ Schede non valide (% su votanti) | 98                           | 15,86                        | 6                             | 1,20                          |
| ↳ Astenuti (% su iscritti)         | ↳ Astenuti (% su iscritti)         | ↳ Astenuti (% su iscritti)         | 938                          | 60,28                        | 1 057                         | 67,93                         |

In seguito a sorteggio, il 19 dicembre 1870 l'eletto rimase rappresentante del collegio di Fabriano.
| Partito                            | Partito                            | Candidato                          | Primo turno 15 gennaio 1871 | Primo turno 15 gennaio 1871 | Ballottaggio 22 gennaio 1871 | Ballottaggio 22 gennaio 1871 |
| Partito                            | Partito                            | Candidato                          | Voti                        | %                           | Voti                         | %                            |
| ---------------------------------- | ---------------------------------- | ---------------------------------- | --------------------------- | --------------------------- | ---------------------------- | ---------------------------- |
|                                    | Destra storica                     | Augusto Ruspoli                    | 307                         | 67,32                       | 359                          | 75,26                        |
|                                    | Sinistra storica                   | Mattia Montecchi                   | 91                          | 19,96                       | 118                          | 24,74                        |
|                                    | Sinistra storica                   | Biagio Placidi                     | 58                          | 12,72                       |                              |                              |
|                                    |                                    |                                    |                             |                             |                              |                              |
| Iscritti                           | Iscritti                           | Iscritti                           | 1 558                       | 100,00                      | 1 558                        | 100,00                       |
| ↳ Votanti (% su iscritti)          | ↳ Votanti (% su iscritti)          | ↳ Votanti (% su iscritti)          | 480                         | 30,81                       | 490                          | 31,45                        |
| ↳ Voti validi (% su votanti)       | ↳ Voti validi (% su votanti)       | ↳ Voti validi (% su votanti)       | 456                         | 95,00                       | 477                          | 97,35                        |
| ↳ Schede non valide (% su votanti) | ↳ Schede non valide (% su votanti) | ↳ Schede non valide (% su votanti) | 24                          | 5,00                        | 13                           | 2,65                         |
| ↳ Astenuti (% su iscritti)         | ↳ Astenuti (% su iscritti)         | ↳ Astenuti (% su iscritti)         | 1 078                       | 69,19                       | 1 068                        | 68,55                        |

### XII legislatura
Le votazioni si svolsero in 508 collegi uninominali a doppio turno con la normativa del 1860 (al primo turno un numero di voti maggiore di un terzo degli iscritti al voto).
| Partito                            | Partito                            | Candidato                          | Primo turno 8 novembre 1874 | Primo turno 8 novembre 1874 | Ballottaggio 15 novembre 1874 | Ballottaggio 15 novembre 1874 |
| Partito                            | Partito                            | Candidato                          | Voti                        | %                           | Voti                          | %                             |
| ---------------------------------- | ---------------------------------- | ---------------------------------- | --------------------------- | --------------------------- | ----------------------------- | ----------------------------- |
|                                    | Estrema sinistra storica           | Giuseppe Luciani                   | 278                         | 46,49                       | 370                           | 50,89                         |
|                                    | Destra storica                     | Augusto Ruspoli                    | 320                         | 53,51                       | 357                           | 49,11                         |
|                                    |                                    |                                    |                             |                             |                               |                               |
| Iscritti                           | Iscritti                           | Iscritti                           | 1 628                       | 100,00                      | 1 628                         | 100,00                        |
| ↳ Votanti (% su iscritti)          | ↳ Votanti (% su iscritti)          | ↳ Votanti (% su iscritti)          | 683                         | 41,95                       | 781                           | 47,97                         |
| ↳ Voti validi (% su votanti)       | ↳ Voti validi (% su votanti)       | ↳ Voti validi (% su votanti)       | 598                         | 87,55                       | 727                           | 93,09                         |
| ↳ Schede non valide (% su votanti) | ↳ Schede non valide (% su votanti) | ↳ Schede non valide (% su votanti) | 85                          | 12,45                       | 54                            | 6,91                          |
| ↳ Astenuti (% su iscritti)         | ↳ Astenuti (% su iscritti)         | ↳ Astenuti (% su iscritti)         | 945                         | 58,05                       | 847                           | 52,03                         |

La giunta delle elezioni della Camera annulla la proclamazione del deputato Luciani il 18 dicembre 1874 in seguito ad un riconteggio dei voti, proclamando eletto Ruspoli.
| Partito                            | Partito                            | Candidato                          | Primo turno 8 novembre 1874 | Primo turno 8 novembre 1874 | Ballottaggio 15 novembre 1874 | Ballottaggio 15 novembre 1874 |
| Partito                            | Partito                            | Candidato                          | Voti                        | %                           | Voti                          | %                             |
| ---------------------------------- | ---------------------------------- | ---------------------------------- | --------------------------- | --------------------------- | ----------------------------- | ----------------------------- |
|                                    | Destra storica                     | Augusto Ruspoli                    | 320                         | 53,51                       | 399                           | 51,62                         |
|                                    | Estrema sinistra storica           | Giuseppe Luciani                   | 278                         | 46,49                       | 374                           | 48,38                         |
|                                    |                                    |                                    |                             |                             |                               |                               |
| Iscritti                           | Iscritti                           | Iscritti                           | 1 628                       | 100,00                      | 1 628                         | 100,00                        |
| ↳ Votanti (% su iscritti)          | ↳ Votanti (% su iscritti)          | ↳ Votanti (% su iscritti)          | 683                         | 41,95                       | 781                           | 47,97                         |
| ↳ Voti validi (% su votanti)       | ↳ Voti validi (% su votanti)       | ↳ Voti validi (% su votanti)       | 598                         | 87,55                       | 773                           | 98,98                         |
| ↳ Schede non valide (% su votanti) | ↳ Schede non valide (% su votanti) | ↳ Schede non valide (% su votanti) | 85                          | 12,45                       | 8                             | 1,02                          |
| ↳ Astenuti (% su iscritti)         | ↳ Astenuti (% su iscritti)         | ↳ Astenuti (% su iscritti)         | 945                         | 58,05                       | 847                           | 52,03                         |

### XIII legislatura
Le votazioni si svolsero in 508 collegi uninominali a doppio turno con la normativa del 1860 (al primo turno un numero di voti maggiore di un terzo degli iscritti al voto).
| Partito                            | Partito                            | Candidato                          | Primo turno 5 novembre 1876 | Primo turno 5 novembre 1876 | Ballottaggio 12 novembre 1876 | Ballottaggio 12 novembre 1876 |
| Partito                            | Partito                            | Candidato                          | Voti                        | %                           | Voti                          | %                             |
| ---------------------------------- | ---------------------------------- | ---------------------------------- | --------------------------- | --------------------------- | ----------------------------- | ----------------------------- |
|                                    | Sinistra storica                   | Ercole Ranzi                       | 450                         | 58,98                       | 563                           | 64,05                         |
|                                    | Destra storica                     | Augusto Ruspoli                    | 313                         | 41,02                       | 316                           | 35,95                         |
|                                    |                                    |                                    |                             |                             |                               |                               |
| Iscritti                           | Iscritti                           | Iscritti                           | 1 995                       | 100,00                      | 1 995                         | 100,00                        |
| ↳ Votanti (% su iscritti)          | ↳ Votanti (% su iscritti)          | ↳ Votanti (% su iscritti)          | 792                         | 39,70                       | 881                           | 44,16                         |
| ↳ Voti validi (% su votanti)       | ↳ Voti validi (% su votanti)       | ↳ Voti validi (% su votanti)       | 763                         | 96,34                       | 879                           | 99,77                         |
| ↳ Schede non valide (% su votanti) | ↳ Schede non valide (% su votanti) | ↳ Schede non valide (% su votanti) | 29                          | 3,66                        | 2                             | 0,23                          |
| ↳ Astenuti (% su iscritti)         | ↳ Astenuti (% su iscritti)         | ↳ Astenuti (% su iscritti)         | 1 203                       | 60,30                       | 1 114                         | 55,84                         |

### XIV legislatura
Le votazioni si svolsero in 508 collegi uninominali a doppio turno con la normativa del 1860 (al primo turno un numero di voti maggiore di un terzo degli iscritti al voto).
| Partito                            | Partito                            | Candidato                          | Primo turno 16 maggio 1800 | Primo turno 16 maggio 1800 | Ballottaggio 23 maggio 1880 | Ballottaggio 23 maggio 1880 |
| Partito                            | Partito                            | Candidato                          | Voti                       | %                          | Voti                        | %                           |
| ---------------------------------- | ---------------------------------- | ---------------------------------- | -------------------------- | -------------------------- | --------------------------- | --------------------------- |
|                                    | Sinistra storica                   | Augusto Lorenzini                  | 301                        | 33,30                      | 582                         | 50,92                       |
|                                    | Destra storica                     | Samuele Alatri                     | 455                        | 50,33                      | 561                         | 49,08                       |
|                                    | Sinistra storica                   | Ercole Ranzi                       | 148                        | 16,37                      |                             |                             |
|                                    |                                    |                                    |                            |                            |                             |                             |
| Iscritti                           | Iscritti                           | Iscritti                           | 2 065                      | 100,00                     | 2 065                       | 100,00                      |
| ↳ Votanti (% su iscritti)          | ↳ Votanti (% su iscritti)          | ↳ Votanti (% su iscritti)          | 918                        | 44,46                      | 1 156                       | 55,98                       |
| ↳ Voti validi (% su votanti)       | ↳ Voti validi (% su votanti)       | ↳ Voti validi (% su votanti)       | 904                        | 98,47                      | 1 143                       | 98,88                       |
| ↳ Schede non valide (% su votanti) | ↳ Schede non valide (% su votanti) | ↳ Schede non valide (% su votanti) | 14                         | 1,53                       | 13                          | 1,12                        |
| ↳ Astenuti (% su iscritti)         | ↳ Astenuti (% su iscritti)         | ↳ Astenuti (% su iscritti)         | 1 147                      | 55,54                      | 909                         | 44,02                       |

Lorenzini si dimise il 23 novembre 1881.

### XVIII legislatura
Le votazioni si svolsero in 508 collegi uninominali a doppio turno. Come previsto dalla legge elettorale politica del 28 giugno 1892, era eletto al primo turno il candidato che «ha ottenuto un numero di voti maggiore del sesto del numero totale degli elettori iscritti nella lista del collegio e più della metà dei suffragi dati dai votanti» escludendo le schede nulle (art. 74). Se nessun candidato era eletto, al ballottaggio tra i due candidati con più voti (art. 75) era eletto chi otteneva il maggior numero di voti oppure, in caso di ugual numero di voti, il maggiore d'età (art. 77).
| Partito                            | Partito                            | Candidato                          | Risultati 6 novembre 1892 | Risultati 6 novembre 1892 |
| Partito                            | Partito                            | Candidato                          | Voti                      | %                         |
| ---------------------------------- | ---------------------------------- | ---------------------------------- | ------------------------- | ------------------------- |
|                                    | Ministeriale                       | Pietro Antonelli                   | 1 213                     | 99,02                     |
|                                    | Ministeriale                       | Guido Baccelli                     | 12                        | 0,98                      |
|                                    |                                    |                                    |                           |                           |
| Iscritti                           | Iscritti                           | Iscritti                           | 4 789                     | 100,00                    |
| ↳ Votanti (% su iscritti)          | ↳ Votanti (% su iscritti)          | ↳ Votanti (% su iscritti)          | 1 301                     | 27,17                     |
| ↳ Voti validi (% su votanti)       | ↳ Voti validi (% su votanti)       | ↳ Voti validi (% su votanti)       | 1 225                     | 94,16                     |
| ↳ Schede non valide (% su votanti) | ↳ Schede non valide (% su votanti) | ↳ Schede non valide (% su votanti) | 76                        | 5,84                      |
| ↳ Astenuti (% su iscritti)         | ↳ Astenuti (% su iscritti)         | ↳ Astenuti (% su iscritti)         | 3 488                     | 72,83                     |

Antonelli si dimise il 5 dicembre 1894.
| Partito                            | Partito                            | Candidato                          | Primo turno 30 dicembre 1894 | Primo turno 30 dicembre 1894 | Ballottaggio 6 gennaio 1895 | Ballottaggio 6 gennaio 1895 |
| Partito                            | Partito                            | Candidato                          | Voti                         | %                            | Voti                        | %                           |
| ---------------------------------- | ---------------------------------- | ---------------------------------- | ---------------------------- | ---------------------------- | --------------------------- | --------------------------- |
|                                    | Ministeriale                       | Ercole Ranzi                       | 390                          | 47,91                        | 637                         | 53,98                       |
|                                    | Estrema radicale                   | Rinaldo Roseo                      | 424                          | 52,09                        | 543                         | 46,02                       |
|                                    |                                    |                                    |                              |                              |                             |                             |
| Iscritti                           | Iscritti                           | Iscritti                           | 4 578                        | 100,00                       | 4 578                       | 100,00                      |
| ↳ Votanti (% su iscritti)          | ↳ Votanti (% su iscritti)          | ↳ Votanti (% su iscritti)          | 863                          | 18,85                        | 1 194                       | 26,08                       |
| ↳ Voti validi (% su votanti)       | ↳ Voti validi (% su votanti)       | ↳ Voti validi (% su votanti)       | 814                          | 94,32                        | 1 180                       | 98,83                       |
| ↳ Schede non valide (% su votanti) | ↳ Schede non valide (% su votanti) | ↳ Schede non valide (% su votanti) | 49                           | 5,68                         | 14                          | 1,17                        |
| ↳ Astenuti (% su iscritti)         | ↳ Astenuti (% su iscritti)         | ↳ Astenuti (% su iscritti)         | 3 715                        | 81,15                        | 3 384                       | 73,92                       |

### XIX legislatura
Le votazioni si svolsero in 508 collegi uninominali a doppio turno con la normativa del 1892 (al primo turno un numero di voti maggiore di un sesto degli iscritti al voto).
| Partito                            | Partito                            | Candidato                          | Risultati 26 maggio 1895 | Risultati 26 maggio 1895 |
| Partito                            | Partito                            | Candidato                          | Voti                     | %                        |
| ---------------------------------- | ---------------------------------- | ---------------------------------- | ------------------------ | ------------------------ |
|                                    | Ministeriale                       | Francesco Crispi                   | 934                      | 56,47                    |
|                                    | Socialista                         | Giuseppe De Felice Giuffrida       | 720                      | 43,53                    |
|                                    |                                    |                                    |                          |                          |
| Iscritti                           | Iscritti                           | Iscritti                           | 3 698                    | 100,00                   |
| ↳ Votanti (% su iscritti)          | ↳ Votanti (% su iscritti)          | ↳ Votanti (% su iscritti)          | 1 729                    | 46,76                    |
| ↳ Voti validi (% su votanti)       | ↳ Voti validi (% su votanti)       | ↳ Voti validi (% su votanti)       | 1 654                    | 95,66                    |
| ↳ Schede non valide (% su votanti) | ↳ Schede non valide (% su votanti) | ↳ Schede non valide (% su votanti) | 75                       | 4,34                     |
| ↳ Astenuti (% su iscritti)         | ↳ Astenuti (% su iscritti)         | ↳ Astenuti (% su iscritti)         | 1 969                    | 53,24                    |

L'eletto Crispi opta per il collegio di Palermo il 2 luglio 1895.
| Partito                            | Partito                            | Candidato                          | Risultati 18 agosto 1895 | Risultati 18 agosto 1895 |
| Partito                            | Partito                            | Candidato                          | Voti                     | %                        |
| ---------------------------------- | ---------------------------------- | ---------------------------------- | ------------------------ | ------------------------ |
|                                    | Socialista                         | Giuseppe De Felice Giuffrida       | 656                      | 51,17                    |
|                                    | Ministeriale                       | Baldassarre Odescalchi             | 456                      | 35,57                    |
|                                    | —                                  | Giovanni Battista Avellone         | 170                      | 13,26                    |
|                                    |                                    |                                    |                          |                          |
| Iscritti                           | Iscritti                           | Iscritti                           | 3 642                    | 100,00                   |
| ↳ Votanti (% su iscritti)          | ↳ Votanti (% su iscritti)          | ↳ Votanti (% su iscritti)          | 1 354                    | 37,18                    |
| ↳ Voti validi (% su votanti)       | ↳ Voti validi (% su votanti)       | ↳ Voti validi (% su votanti)       | 1 282                    | 94,68                    |
| ↳ Schede non valide (% su votanti) | ↳ Schede non valide (% su votanti) | ↳ Schede non valide (% su votanti) | 72                       | 5,32                     |
| ↳ Astenuti (% su iscritti)         | ↳ Astenuti (% su iscritti)         | ↳ Astenuti (% su iscritti)         | 2 288                    | 62,82                    |

Il 12 marzo 1896 la Camera annulla la proclamazione di De Felice Giuffrida a seguito di un riconteggio, proclamando il ballottaggio tra lui e Odescalchi.
| Partito                            | Partito                            | Candidato                          | Primo turno 18 agosto 1895 | Primo turno 18 agosto 1895 | Ballottaggio 7 giugno 1896 | Ballottaggio 7 giugno 1896 |
| Partito                            | Partito                            | Candidato                          | Voti                       | %                          | Voti                       | %                          |
| ---------------------------------- | ---------------------------------- | ---------------------------------- | -------------------------- | -------------------------- | -------------------------- | -------------------------- |
|                                    | Socialista                         | Giuseppe De Felice Giuffrida       | 656                        | 50,66                      | 568                        | 52,45                      |
|                                    | Ministeriale                       | Baldassarre Odescalchi             | 469                        | 36,22                      | 515                        | 47,55                      |
|                                    | —                                  | Giovanni Battista Avellone         | 170                        | 13,13                      |                            |                            |
|                                    |                                    |                                    |                            |                            |                            |                            |
| Iscritti                           | Iscritti                           | Iscritti                           | 3 642                      | 100,00                     | 3 642                      | 100,00                     |
| ↳ Votanti (% su iscritti)          | ↳ Votanti (% su iscritti)          | ↳ Votanti (% su iscritti)          | 1 351                      | 37,10                      | 1 139                      | 31,27                      |
| ↳ Voti validi (% su votanti)       | ↳ Voti validi (% su votanti)       | ↳ Voti validi (% su votanti)       | 1 295                      | 95,85                      | 1 083                      | 95,08                      |
| ↳ Schede non valide (% su votanti) | ↳ Schede non valide (% su votanti) | ↳ Schede non valide (% su votanti) | 56                         | 4,15                       | 56                         | 4,92                       |
| ↳ Astenuti (% su iscritti)         | ↳ Astenuti (% su iscritti)         | ↳ Astenuti (% su iscritti)         | 2 291                      | 62,90                      | 2 503                      | 68,73                      |

L'eletto De Felice Giuffrida opta per il collegio di Catania il 20 giugno 1896.
| Partito                            | Partito                            | Candidato                          | Primo turno 19 luglio 1896 | Primo turno 19 luglio 1896 | Ballottaggio 26 luglio 1896 | Ballottaggio 26 luglio 1896 |
| Partito                            | Partito                            | Candidato                          | Voti                       | %                          | Voti                        | %                           |
| ---------------------------------- | ---------------------------------- | ---------------------------------- | -------------------------- | -------------------------- | --------------------------- | --------------------------- |
|                                    | Repubblicano                       | Federico Zuccari                   | 376                        | 24,46                      | 1 008                       | 55,32                       |
|                                    | Ministeriale                       | Ercole Ranzi                       | 458                        | 29,80                      | 814                         | 44,68                       |
|                                    | Socialista                         | Carlo Gattini                      | 288                        | 18,74                      |                             |                             |
|                                    | —                                  | Alessandro Millelire Albini        | 222                        | 14,44                      |                             |                             |
|                                    | Ministeriale                       | Baldassarre Odescalchi             | 193                        | 12,56                      |                             |                             |
|                                    |                                    |                                    |                            |                            |                             |                             |
| Iscritti                           | Iscritti                           | Iscritti                           | 3 877                      | 100,00                     | 3 877                       | 100,00                      |
| ↳ Votanti (% su iscritti)          | ↳ Votanti (% su iscritti)          | ↳ Votanti (% su iscritti)          | 1 596                      | 41,17                      | 1 859                       | 47,95                       |
| ↳ Voti validi (% su votanti)       | ↳ Voti validi (% su votanti)       | ↳ Voti validi (% su votanti)       | 1 537                      | 96,30                      | 1 822                       | 98,01                       |
| ↳ Schede non valide (% su votanti) | ↳ Schede non valide (% su votanti) | ↳ Schede non valide (% su votanti) | 59                         | 3,70                       | 37                          | 1,99                        |
| ↳ Astenuti (% su iscritti)         | ↳ Astenuti (% su iscritti)         | ↳ Astenuti (% su iscritti)         | 2 281                      | 58,83                      | 2 018                       | 52,05                       |

### XX legislatura
Le votazioni si svolsero in 508 collegi uninominali a doppio turno con la normativa del 1892 (al primo turno un numero di voti maggiore di un sesto degli iscritti al voto).
| Partito                            | Partito                            | Candidato                          | Primo turno 21 marzo 1897 | Primo turno 21 marzo 1897 | Ballottaggio 28 marzo 1897 | Ballottaggio 28 marzo 1897 |
| Partito                            | Partito                            | Candidato                          | Voti                      | %                         | Voti                       | %                          |
| ---------------------------------- | ---------------------------------- | ---------------------------------- | ------------------------- | ------------------------- | -------------------------- | -------------------------- |
|                                    | Destra storica                     | Leopoldo Torlonia                  | 736                       | 45,32                     | 1 142                      | 52,68                      |
|                                    | Repubblicano                       | Federico Zuccari                   | 736                       | 45,32                     | 1 026                      | 47,32                      |
|                                    | Socialista                         | Luigi Mongini                      | 152                       | 9,36                      |                            |                            |
|                                    |                                    |                                    |                           |                           |                            |                            |
| Iscritti                           | Iscritti                           | Iscritti                           | 3 817                     | 100,00                    | 3 817                      | 100,00                     |
| ↳ Votanti (% su iscritti)          | ↳ Votanti (% su iscritti)          | ↳ Votanti (% su iscritti)          | 1 682                     | 44,07                     | 2 225                      | 58,29                      |
| ↳ Voti validi (% su votanti)       | ↳ Voti validi (% su votanti)       | ↳ Voti validi (% su votanti)       | 1 624                     | 96,55                     | 2 168                      | 97,44                      |
| ↳ Schede non valide (% su votanti) | ↳ Schede non valide (% su votanti) | ↳ Schede non valide (% su votanti) | 58                        | 3,45                      | 57                         | 2,56                       |
| ↳ Astenuti (% su iscritti)         | ↳ Astenuti (% su iscritti)         | ↳ Astenuti (% su iscritti)         | 2 135                     | 55,93                     | 1 592                      | 41,71                      |

### XXI legislatura
Le votazioni si svolsero in 508 collegi uninominali a doppio turno con la normativa del 1892 (al primo turno un numero di voti maggiore di un sesto degli iscritti al voto).
| Partito                            | Partito                            | Candidato                          | Risultati 3 giugno 1900 | Risultati 3 giugno 1900 |
| Partito                            | Partito                            | Candidato                          | Voti                    | %                       |
| ---------------------------------- | ---------------------------------- | ---------------------------------- | ----------------------- | ----------------------- |
|                                    | Destra storica                     | Leopoldo Torlonia                  | 1 028                   | 52,88                   |
|                                    | Repubblicano                       | Ettore Ferrari                     | 916                     | 47,12                   |
|                                    |                                    |                                    |                         |                         |
| Iscritti                           | Iscritti                           | Iscritti                           | 4 067                   | 100,00                  |
| ↳ Votanti (% su iscritti)          | ↳ Votanti (% su iscritti)          | ↳ Votanti (% su iscritti)          | 2 034                   | 50,01                   |
| ↳ Voti validi (% su votanti)       | ↳ Voti validi (% su votanti)       | ↳ Voti validi (% su votanti)       | 1 944                   | 95,58                   |
| ↳ Schede non valide (% su votanti) | ↳ Schede non valide (% su votanti) | ↳ Schede non valide (% su votanti) | 90                      | 4,42                    |
| ↳ Astenuti (% su iscritti)         | ↳ Astenuti (% su iscritti)         | ↳ Astenuti (% su iscritti)         | 2 033                   | 49,99                   |

### XXII legislatura
Le votazioni si svolsero in 508 collegi uninominali a doppio turno con la normativa del 1892 (al primo turno un numero di voti maggiore di un sesto degli iscritti al voto).
| Partito                            | Partito                            | Candidato                          | Risultati 6 novembre 1904 | Risultati 6 novembre 1904 |
| Partito                            | Partito                            | Candidato                          | Voti                      | %                         |
| ---------------------------------- | ---------------------------------- | ---------------------------------- | ------------------------- | ------------------------- |
|                                    | Destra storica                     | Leopoldo Torlonia                  | 1 095                     | 53,83                     |
|                                    | Repubblicano                       | Federico Zuccari                   | 687                       | 33,78                     |
|                                    | Socialista                         | Leonida Bissolati                  | 252                       | 12,39                     |
|                                    |                                    |                                    |                           |                           |
| Iscritti                           | Iscritti                           | Iscritti                           | 4 269                     | 100,00                    |
| ↳ Votanti (% su iscritti)          | ↳ Votanti (% su iscritti)          | ↳ Votanti (% su iscritti)          | 2 163                     | 50,67                     |
| ↳ Voti validi (% su votanti)       | ↳ Voti validi (% su votanti)       | ↳ Voti validi (% su votanti)       | 2 034                     | 94,04                     |
| ↳ Schede non valide (% su votanti) | ↳ Schede non valide (% su votanti) | ↳ Schede non valide (% su votanti) | 129                       | 5,96                      |
| ↳ Astenuti (% su iscritti)         | ↳ Astenuti (% su iscritti)         | ↳ Astenuti (% su iscritti)         | 2 106                     | 49,33                     |

### XXIII legislatura
Le votazioni si svolsero in 508 collegi uninominali a doppio turno con la normativa del 1892 (al primo turno un numero di voti maggiore di un sesto degli iscritti al voto).
| Partito                            | Partito                            | Candidato                          | Primo turno 7 marzo 1909 | Primo turno 7 marzo 1909 | Ballottaggio 25 aprile 1909 | Ballottaggio 25 aprile 1909 |
| Partito                            | Partito                            | Candidato                          | Voti                     | %                        | Voti                        | %                           |
| ---------------------------------- | ---------------------------------- | ---------------------------------- | ------------------------ | ------------------------ | --------------------------- | --------------------------- |
|                                    | Sinistra storica                   | Leone Caetani                      | 1 018                    | 34,31                    | 2 223                       | 66,70                       |
|                                    | —                                  | Annibale Gabrielli                 | 1 056                    | 35,59                    | 1 110                       | 33,30                       |
|                                    | Repubblicano                       | Federico Zuccari                   | 893                      | 30,10                    |                             |                             |
|                                    |                                    |                                    |                          |                          |                             |                             |
| Iscritti                           | Iscritti                           | Iscritti                           | 4 923                    | 100,00                   | 4 917                       | 100,00                      |
| ↳ Votanti (% su iscritti)          | ↳ Votanti (% su iscritti)          | ↳ Votanti (% su iscritti)          | 3 017                    | 61,28                    | 3 403                       | 69,21                       |
| ↳ Voti validi (% su votanti)       | ↳ Voti validi (% su votanti)       | ↳ Voti validi (% su votanti)       | 2 967                    | 98,34                    | 3 333                       | 97,94                       |
| ↳ Schede non valide (% su votanti) | ↳ Schede non valide (% su votanti) | ↳ Schede non valide (% su votanti) | 50                       | 1,66                     | 70                          | 2,06                        |
| ↳ Astenuti (% su iscritti)         | ↳ Astenuti (% su iscritti)         | ↳ Astenuti (% su iscritti)         | 1 906                    | 38,72                    | 1 514                       | 30,79                       |

### XXIV legislatura
Le votazioni si svolsero negli stessi 508 collegi uninominali già esistenti ma, come previsto dal regio decreto del 26 giugno 1913, era eletto al primo turno il candidato che «ha ottenuto un numero di voti maggiore del decimo del numero totale degli elettori del collegio e più della metà dei suffragi dati dai votanti» escludendo le schede nulle (art. 91). Se nessun candidato era eletto, al ballottaggio tra i due candidati con più voti (art. 92) era eletto chi otteneva il maggior numero di voti oppure, in caso di ugual numero di voti, il maggiore d'età (art. 93).
| Partito                            | Partito                            | Candidato                          | Primo turno 26 ottobre 1913 | Primo turno 26 ottobre 1913 | Ballottaggio 2 novembre 1913 | Ballottaggio 2 novembre 1913 |
| Partito                            | Partito                            | Candidato                          | Voti                        | %                           | Voti                         | %                            |
| ---------------------------------- | ---------------------------------- | ---------------------------------- | --------------------------- | --------------------------- | ---------------------------- | ---------------------------- |
|                                    | Nazionalista                       | Luigi Medici del Vascello          | 3 057                       | 46,57                       | 4 480                        | 53,09                        |
|                                    | Liberale                           | Leone Caetani                      | 1 923                       | 29,29                       | 3 958                        | 46,91                        |
|                                    | —                                  | Costanzo Premuti                   | 1 407                       | 21,43                       |                              |                              |
|                                    | —                                  | Alceste Della Seta                 | 178                         | 2,71                        |                              |                              |
|                                    |                                    |                                    |                             |                             |                              |                              |
| Iscritti                           | Iscritti                           | Iscritti                           | 14 193                      | 100,00                      | 14 193                       | 100,00                       |
| ↳ Votanti (% su iscritti)          | ↳ Votanti (% su iscritti)          | ↳ Votanti (% su iscritti)          | 6 651                       | 46,86                       | 8 488                        | 59,80                        |
| ↳ Voti validi (% su votanti)       | ↳ Voti validi (% su votanti)       | ↳ Voti validi (% su votanti)       | 6 565                       | 98,71                       | 8 438                        | 99,41                        |
| ↳ Schede non valide (% su votanti) | ↳ Schede non valide (% su votanti) | ↳ Schede non valide (% su votanti) | 86                          | 1,29                        | 50                           | 0,59                         |
| ↳ Astenuti (% su iscritti)         | ↳ Astenuti (% su iscritti)         | ↳ Astenuti (% su iscritti)         | 7 542                       | 53,14                       | 5 705                        | 40,20                        |